# Ofensiva de Tikrit
La ofensiva de Tikrit tuvo lugar durante la guerra contra el Estado Islámico. El 26 de junio de 2014, las fuerzas gubernamentales lanzaron un asalto aerotransportado en Tikrit, en el que tres o cuatro helicópteros volaron hasta un estadio en la universidad de la ciudad. Uno de los aparatos fue derribado y se estrelló en el estadio, mientras que otro tuvo que realizar un aterrizaje de emergencia tras sufrir una falla mecánica. La tripulación del segundo helicóptero, que incluía un piloto libanés, fue capturada por los insurgentes.
Estallaron intensos combates en torno al recinto universitario, mientras francotiradores militares se posicionaban en edificios altos del campus. En las primeras horas del asalto, un helicóptero de combate golpeó el recinto del hospital de la ciudad.
El día siguiente (27 de junio de 2014), los combates proseguían en la universidad, y se enviaron a milicianos chiíes entrenados en Irán, que aseguraron haber capturado todos los edificios altos del campus universitario.
El 28 de junio de 2014, helicópteros de combate llevaron a cabo ataques aéreos contra los insurgentes que estaban atacando a las tropas del campus.
Desde hacía tres días, la ciudad había recibido ataques aéreos continuados, incluyendo bombas de barril.
Una ofensiva terrestre sin cuartel se puso en marcha durante el día en un intento de capturar la ciudad. Una columna de tropas partió de Samarra en dirección a Tikrit, hacia el norte, y al atardecer habían llegado al borde de la ciudad. Otra columna se dirigió a la base aérea del Campo Speicher. Los informes iniciales de fuentes gubernamentales afirmaban haber capturado Tikrit, pero a pesar de los intensos combates librados durante la noche en las afueras de la ciudad, la ciudad en sí continuó bajo control insurgente.
Esa noche, los helicópteros atacaron a un grupo de personas reunidas para una ceremonia de boda en el pueblo de Al Bu Hayazi, al este de Tikrit, matando a cuatro civiles.
El día siguiente, las tropas se retiraron de Tikrit al pueblo cercano de Dijla, al sur de la ciudad, tras encontrarse con una fuerte resistencia, en un intento de reagruparse.
Los combates continuaron cerca de la universidad y la base aérea, que aparentemente había sido capturada por el ejército.
Durante el día, otro helicóptero iraquí que sobrevolaba Tikrit fue derribado y se estrelló cerca de un mercado, y el ejército envió tanques a la universidad para unirse a los combates. Un portavoz del ejército iraquí afirmó que en las últimas 24 horas habían matado a 124 terroristas por todo Irak, incluyendo setenta en Tikrit. También aseguró que el Ejército había conseguido hacerse con el control de la universidad.
Sin embargo, los residentes locales dijeron que la única presencia en la ciudad era la del Estado Islámico. Más tarde estallaron enfrentamientos en una zona a veinte kilómetros al sur del centro de Tikrit, hacia Samarra. Los terroristas realizaron algunos avances hasta ser detenidos a diez kilómetros al sur de Tikrit.
Además, cinco aviones de combate Su-25, los primeros de una serie de entregas militares prometidas por Rusia, llegaron a Bagdad al final del día.

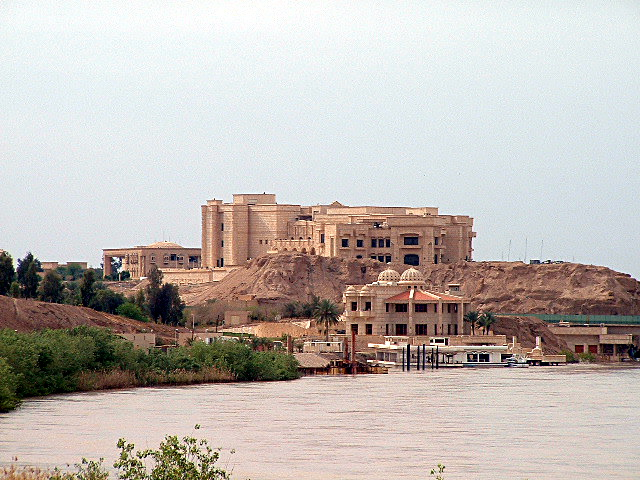
Vista desde el río Tigris de la sede presidencial de Saddam Hussein.

El 30 de junio, las fuerzas gubernamentales trataron de salir de la base aérea para unirse con las tropas en la universidad, pero fracasaron tras encontrarse con una intensa resistencia en la zona de Al-Deum.
Si bien los combates prosiguieron en el sur de Tikrit, la ofensiva para capturar la ciudad había quedado estancada.
Una fuente militar indicó que el gobierno estaba acumulando fuerzas en Samarra, con las que pretendía realizar otro intento para capturar Tikrit.
Mientras tanto, al sur de Tikrit, el ejército consiguió recapturar el pueblo de Mukeishifa tras matar a cuarenta yihadistas, según otra fuente militar.
El 15 de julio, el ejército lanzó una ofensiva desde Awja. Sin embargo, las tropas del gobierno debieron retirarse horas más tarde, perdiendo numerosos vehículos de combate.
Dos días después, los terroristas asaltaron la base aérea del Campamento Speicher, y para el 21 de julio el ataque había sido neutralizado.
Para fines de ese mes, ya había más de 5500 civiles muertos.
A principios de agosto, el Estado Islámico lanzó una ofensiva contra los territorios kurdos del norte de Irak. A los pocos días capturaron la ciudad de Sinjar y ejecutaron a quinientos yazidíes, avanzaron hasta 40 kilómetros antes de la capital kurda de Erbil.
El 24 de septiembre, aviones no identificados procedentes de Turquía, bombardearon posiciones del Estado Islámico en la frontera entre Siria y ese país. El gobierno turco negó que las aeronaves pertenecieran a Estados Unidos, así como la utilización de su espacio aéreo.
El 25 de septiembre, los terroristas del Estado Islámico capturaron una base militar iraquí, cerca de Bagdad, y ejecutaron a trescientos soldados iraquíes.
El 28 de septiembre, se registró la muerte de 143 yihadistas a causa de bombardeos y enfrentamientos con las fuerzas armadas y de seguridad iraquíes en diversas zonas del país.
Entre el 1 y el 2 de octubre, más de cien personas murieron en una seguidilla de atentados que se produjeron en varios puntos de Irak.
En la madrugada del 4 de octubre, alrededor de 150 yihadistas desertaron y se rindieron ante peshmergas kurdos, luego de que estos hubieran liberado una serie de localidades en el área de Khurmatu. El comandante iraquí, Ali Abdulkarim, informó que un gran número de terroristas habían muerto en combate, y que sus fuerzas y los kurdos se encontraban a 10 km de la principal base del Estado Islámico en Khurmatu.